# Braunia rupestris
Braunia rupestris là một loài Rêu trong họ Hedwigiaceae. Loài này được (Mitt.) A. Jaeger mô tả khoa học đầu tiên năm 1876.